# Paul Spadafora
Paul Spadafora est un boxeur américain né le 5 septembre 1975 à Pittsburgh, Pennsylvanie.

## Carrière
Passé professionnel en 1995, il remporte le titre vacant de champion du monde des poids légers IBF le 20 août 1999 après sa victoire aux points contre Israel Cardona. Spadafora conserve huit fois sa ceinture jusqu'en 2003 puis la laisse à son tour vacante.